# Чибирнов, Тихон Михайлович
Тихон Михайлович Чибирнов (17 декабря 1894, Вильна — 26 февраля 1945) — участник Первой мировой войны и Белого движения на Юге России, подполковник 3-го Марковского полка. В годы Второй мировой войны служил в Русском корпусе

## Биография
Из мещан. Сын кассира Виленского отделения Орловского коммерческого банка Михаила Максимовича Чибирнова. Среднее образование получил в Виленской 1-й гимназии, где окончил 6 классов.
С началом Первой мировой войны поступил в Виленское военное училище, по окончании ускоренного курса которого 1 декабря 1914 года был произведен в прапорщики. Состоял в 155-м, а затем в 41-м пехотном запасном полках. Произведен в подпоручики 2 марта 1916 года.
С началом Гражданской войны вступил в Добровольческую армию. Осенью 1918 года — в 11-й роте 1-го Офицерского (Марковского) полка. В октябре 1920 года — командир батальона в 3-м Марковском полку, в каковой должности оставался до эвакуации Крыма. Награждён орденом Св. Николая Чудотворца. На 18 декабря 1920 года — в составе Марковского полка в Галлиполи.
Осенью 1925 года — подполковник Марковского полка в Болгарии. В годы Второй мировой войны служил в Русском корпусе: был командиром 3-го взвода 5-й учебной роты, с 18 декабря 1944 года — командиром 11-й роты 3-го батальона 5-го полка. Полковник (обер-лейтенант). Был ранен 24 февраля 1945 под Травником, скончался от ран 26 февраля у Бусовачи.